# Орден Васко Нуньеса де Бальбоа
Орден Васко Нуньеса де Бальбоа — государственная награда Панамы.

## История
Орден был учреждён 1 июля 1941 года и назван в честь  Васко Нуньеса де Бальбоа, испанского конкистадора, первым основавшим европейский город на территории Америки.
Орден присуждается за выдающиеся заслуги на дипломатической службе и большой вклад в международные отношения между Панамой и другими государствами. Орден вручается от имени Президента Панамы. Кандидатуры отбираются Министерством иностранных дел Панамы.

## Степени
Орден состоит из пяти классов:
- Большой крест специальной степени
- Большой крест
- Крест гранд-офицера
- Крест командора
- Крест кавалера

| Орденские планки |          |              |               |                                   |
| Кавалер          | Командор | Гранд-офицер | Большой крест | Большой крест специальной степени |

## Описание
Знак ордена — золотой заострённый крест белой эмали, наложенный на оливковый венок зелёной эмали с плодами красной эмали. В центре креста медальон белой эмали с профилем Васко Нуньеса де Бальбоа, по окружности которого надпись: «ORDEN DE VASCO NÚÑEZ DE BALBOA».
Звезда ордена восьмиконечная с наложенным знаком ордена.
Орденская лента пурпурная (фиолетовая) с золотой полоской по центру.